# Jos Roossien
Jos Roossien (Groningen, 16 november 1960) is een Nederlandse voormalig profvoetballer van SC Veendam en FC Groningen. In 389 wedstrijden scoorde hij 58 keer. In 22 Europacup wedstrijden scoorde hij 1 keer. 11 seizoenen voor de FC Groningen en 4 seizoenen voor de SC Veendam. Hij is in 1994 gestopt met zijn profcarrière in een mooie wedstrijd tegen Barcelona. Deze wedstrijd eindigde in 5–5.

## Carrièrestatistieken
| Seizoen         | Club            | Land            | Competitie      | Competitie | Competitie | Beker | Beker | Internationaal | Internationaal | Overig | Overig | Totaal | Totaal |
| Seizoen         | Club            | Land            | Competitie      | Wed.       | Dlp.       | Wed.  | Dlp.  | Wed.           | Dlp.           | Wed.   | Dlp.   | Wed.   | Dlp.   |
| --------------- | --------------- | --------------- | --------------- | ---------- | ---------- | ----- | ----- | -------------- | -------------- | ------ | ------ | ------ | ------ |
| 1979/80         | SC Veendam      | Nederland       | Eerste divisie  | 10         | 0          | 0     | 0     | –              | –              | 0      | 0      | 10     | 0      |
| 1980/81         | SC Veendam      | Nederland       | Eerste divisie  | 25         | 2          | 1     | 0     | –              | –              | 0      | 0      | 26     | 2      |
| 1981/82         | SC Veendam      | Nederland       | Eerste divisie  | 30         | 3          | 2     | 1     | –              | –              | 0      | 0      | 32     | 4      |
| 1982/83         | SC Veendam      | Nederland       | Eerste divisie  | 30         | 4          | 3     | 0     | –              | –              | 2      | 2      | 35     | 6      |
| 1983/84         | FC Groningen    | Nederland       | Eredivisie      | 29         | 5          | 6     | 0     | 2              | 0              | 0      | 0      | 37     | 5      |
| 1984/85         | FC Groningen    | Nederland       | Eredivisie      | 34         | 4          | 1     | 1     | –              | –              | 0      | 0      | 35     | 5      |
| 1985/86         | FC Groningen    | Nederland       | Eredivisie      | 27         | 1          | 5     | 1     | –              | –              | 0      | 0      | 32     | 2      |
| 1986/87         | FC Groningen    | Nederland       | Eredivisie      | 30         | 6          | 5     | 0     | 6              | 0              | 0      | 0      | 41     | 6      |
| 1987/88         | FC Groningen    | Nederland       | Eredivisie      | 26         | 4          | 2     | 0     | –              | –              | 0      | 0      | 28     | 4      |
| 1988/89         | FC Groningen    | Nederland       | Eredivisie      | 34         | 3          | 6     | 2     | 6              | 0              | 0      | 0      | 46     | 5      |
| 1989/90         | FC Groningen    | Nederland       | Eredivisie      | 34         | 7          | 2     | 0     | 4              | 1              | 0      | 0      | 40     | 8      |
| 1990/91         | FC Groningen    | Nederland       | Eredivisie      | 33         | 10         | 2     | 0     | –              | –              | 0      | 0      | 35     | 10     |
| 1991/92         | FC Groningen    | Nederland       | Eredivisie      | 31         | 5          | 1     | 0     | 2              | 0              | 0      | 0      | 34     | 5      |
| 1992/93         | FC Groningen    | Nederland       | Eredivisie      | 29         | 2          | 3     | 1     | 2              | 0              | 0      | 0      | 34     | 3      |
| 1993/94         | FC Groningen    | Nederland       | Eredivisie      | 26         | 5          | 1     | 0     | –              | –              | 0      | 0      | 27     | 5      |
| Carrière totaal | Carrière totaal | Carrière totaal | Carrière totaal | 426        | 61         | 40    | 6     | 22             | 1              | 2      | 2      | 490    | 70     |